# Thymus magnificus
Thymus magnificus — вид рослин родини глухокропивові (Lamiaceae), ендемік Казахстану.

## Опис
Стовбурці повзучі, тонкі, закінчуються, зазвичай, лежачими безплідними пагонами; крім кінцевих розвиваються також бічні безплідні пагони, від підведених до лежачих. Квітконосні гілки від підведених до випростаних, ≈ 12–18 см заввишки, з міжвузлями до 5 см завдовжки, значно довші від листя, запушені під суцвіттям (або в суцвітті) вниз відігнутими до майже відстовбурчених волосками ≈ 0.5–0.7 мм завдовжки, в нижній частині з дрібним, малопомітним запушенням, дуже негусто облиствені, всього з 4 парами стеблового листя (не рахуючи низових, зменшених листочків і приквіткових листків під самою головкою); безплідні пагони з міжвузлями до 2 см завдовжки, на всій довжині дрібно волосисті, значно густіше облиствені. Низові листочки довгасті, сидячі або майже сидячі, ≈ 4–5 × 1–1.5 мм; стеблові листки еліптичні або, здебільшого, довгасто-еліптичні, 5–20 × 2–7 мм, з відношенням довжини до ширини 2.3–3.6, з клиноподібною основою, поступово звуженим у короткий черешок, на верхівці тупуваті або частіше тупувато-загострені, з трьома, рідше чотирма парами тонких, але випнутих бічних жилок і помітними точковими залозкам, на краю біля основи з нечисленними короткими війками, на поверхні голі; середні листки квітконосних гілок зі слабо розвиненими укороченими гілочками в пазухах, на безплідних пагонах пазушні гілочки сильно розвинені майже при всіх листах; приквіткові листки, здебільшого, яйцювато-ланцетні до майже ромбічних, сидячі.
Суцвіття пухко-головчасте, зазвичай з відсунутим збідненим кільцем або подовжене (≈ 2–6 см завдовжки) і перерване, з 2–3 більш-менш розсунутими кільцями; приквітки ланцетні, війчасті, трохи або значно коротші від квітконіжок (але на початку цвітіння навіть довші); квітконіжки 2–4 мм довжиною, густо запушені короткими вниз відігнутими волосками; чашечка трубчасто-дзвінчаста, 4.5–6 мм довжиною, знизу недовго-відстовбурчено-волосиста, зверху дрібно запушена або розсіяно-коротко-волосиста; зубчики верхньої губи трикутно-ланцетні, на краю більш-менш густо війчасті (війки, принаймні на верхівці зубчиків, досить довгі); віночок ≈ 9–10 мм довжиною (в обох статей квіток), рожево-ліловий (мабуть, яскравий, але при сушінні вицвітає) з волосистою трубочкою і майже голим відгином. Горішки коротко еліпсоїдальні, ≈ 0.8 мм довжиною і 0.6 мм в поперечному діаметрі, коричнево-бурі. Цвіте VI–VII.

## Поширення
Ендемік Казахстану.